# Femme (2023)
Femme ist ein britischer Spielfilm von Sam H. Freeman und Ng Choon Ping aus dem Jahr 2023.
Die Premiere des Rache-Thrillers fand im Februar 2023 bei der 73. Berlinale statt.

## Handlung
London, in der Gegenwart: Jules arbeitet als Dragperformer. Mit seinen Auftritten als Aphrodite Banks ist ihm Erfolg beim Publikum beschieden. Als er nach einem Auftritt von einem Typen brutal zusammengeschlagen wird, behält er ein Trauma zurück. Körperlich kann sich Jules zwar wieder erholen, zieht sich aber in der Folge aus der Öffentlichkeit zurück.
Monate später erkennt Jules durch Zufall seinen Peiniger in einer Schwulensauna wieder. Ohne Make-Up und nur mit einem Handtuch bekleidet, kann er dem versteckt homosexuellen Schläger Preston nahe kommen. Er findet dessen Identität heraus und beginnt aus Rache eine Affäre mit ihm.

## Veröffentlichung und Rezeption
Die Uraufführung von Femme, Freemans und Pings Debütfilm, erfolgte am 19. Februar 2023 bei den Internationalen Filmfestspielen Berlin in der Sektion Panorama.
Von den auf der Website Rotten Tomatoes nach der Premiere aufgeführten über 20 Kritiken sind 95 Prozent positiv („fresh“) und führen zu einer Durchschnittswertung von 7,9 von 10 möglichen Punkten. Die Meinungen der Rezensenten zusammengefasst, sei das Werk „sexuell aufgeladen und voller Spannung“. Femme kleide „das Noir-Genre neu ein“ und lasse „das Publikum möglicherweise bis aufs Mark erschaudern“. Auf der Website Metacritic erhielt Femme eine Bewertung von 65 von 100 möglichen Punkten, basierend auf einem halbes Dutzend ausgewerteter englischsprachiger Kritiken. Dies entspricht allgemein positive Rezensionen („generally favorable“ reviews).

## Auszeichnungen
Femme wurde bisher für mehrere internationale Film- und Festivalpreise nominiert. Auch gelangte das Werk auf die Auswahlliste zum Europäischen Filmpreis, erhielt aber keine Nominierung.
| Festival / Filmpreis (Auswahl)          | Kategorie                                        | Resultat  | Preisträger/ Nominierte                                    |
| --------------------------------------- | ------------------------------------------------ | --------- | ---------------------------------------------------------- |
| Berlinale 2023                          | GWFF Preis Bester Erstlingsfilm                  | Nominiert | Sam H. Freeman, Ng Choon Ping                              |
| Berlinale 2023                          | Teddy Award – Bester Spielfilm                   | Nominiert | Sam H. Freeman, Ng Choon Ping                              |
| British Independent Film Awards 2023    | Bester britischer Independentfilm                | Nominiert | Sam H. Freeman, Ng Choon Ping, Myles Payne, Sam Ritzenberg |
| British Independent Film Awards 2023    | Beste Regie                                      | Nominiert | Sam H. Freeman, Ng Choon Ping                              |
| British Independent Film Awards 2023    | Bestes Drehbuch                                  | Nominiert | Sam H. Freeman, Ng Choon Ping                              |
| British Independent Film Awards 2023    | Bestes gemeinsame Hauptrolle                     | Nominiert | Nathan Stewart-Jarrett, George MacKay                      |
| British Independent Film Awards 2023    | Douglas Hickox Award – Beste Nachwuchsregie      | Nominiert | Sam H. Freeman, Ng Choon Ping                              |
| British Independent Film Awards 2023    | Bestes Drehbuchdebüt                             | Nominiert | Sam H. Freeman, Ng Choon Ping                              |
| British Independent Film Awards 2023    | Beste Kamera                                     | Nominiert | James Rhodes                                               |
| British Independent Film Awards 2023    | Beste Kostüme                                    | Gewonnen  | Buki Ebiesuwa                                              |
| British Independent Film Awards 2023    | Beste Filmmusik                                  | Nominiert | Adam Janota Bzowski                                        |
| British Independent Film Awards 2023    | Beste Music Supervision                          | Nominiert | Ciara Elwis                                                |
| British Independent Film Awards 2023    | Bestes Make-up und Frisuren                      | Gewonnen  | Marie Deehan                                               |
| Fantasia Film Festival Montreal 2023    | Publikumspreis – Bester europäischer Film        | Nominiert | Sam H. Freeman, Ng Choon Ping                              |
| Fantasia Film Festival Montreal 2023    | Beste Regie                                      | Gewonnen  | Sam H. Freeman, Ng Choon Ping                              |
| Fantasia Film Festival Montreal 2023    | Beste Schauspielleistung                         | Gewonnen  | Nathan Stewart-Jarrett                                     |
| Jerusalem Film Festival 2023            | Bestes Filmdebüt                                 | Nominiert | Sam H. Freeman, Ng Choon Ping                              |
| London Critics’ Circle Film Awards 2024 | Beste britische Nachwuchsregie                   | Nominiert | Sam H. Freeman, Ng Choon Ping                              |
| Filmfestival von Valladolid 2023        | Bester Film – Sektion Alquimias                  | Gewonnen  | Sam H. Freeman, Ng Choon Ping                              |
| Zurich Film Festival 2023               | Goldenes Auge – Bester internationaler Spielfilm | Nominiert | Sam H. Freeman, Ng Choon Ping                              |